# Bathytropa wahrmani
Bathytropa wahrmani is een pissebed uit de familie Bathytropidae. De wetenschappelijke naam van de soort is voor het eerst geldig gepubliceerd in 1968 door Strouhal.